# Viola arvensis

Viola arvensis és una espècie de planta amb flor del gènere Viola, de la família Violaceae. En català s'anomena pensament de camp o pensament de pastor.
És una herba adventícia important en cultius de blat i en els guarets previs als cultius d'estiu.
V. arvensis és una latifòlia anual, herbàcia, de 2 a 4 dm d'altura, de cicle, amb tiges erectes i raïms des de la part inferior. Té flors pedunculades blanques (de vegades, una mateixa planta sol tenir flors amb pètals blavosos) amb una taca central groga. El fruit és una càpsula dehiscent. Una planta aïllada produeix aproximadament 2.500 llavors, que germinen des de maig fins a novembre). La major part de les llavors poden germinar a una profunditat de 5 a 10 mm.